# PostCSS
PostCSS је софтверски развојни алат за аутоматизацију рутинских CSS операција коришћењем Јаваскрипт плагинова. Овај алат је коришћен у развоју кода на Википедији, Фејсбуку и ГитХаб-у. PostCSS је један од најпопуларнијих алата међу npm корисницима. Развио га је Андреј Сатник на основу свог рада на пројекту Зли Марсовци (енгл. Evil Martians).

## Структура
За разлику од Sass-a и LESS-a, PostCSS није шаблонски језик за компајлирање CSS-а, већ фрејмворк за развој CSS алата, иако се може користити за развој шаблонских језика као што су Sass и Less.
PostCSS се састоји од следећих компоненти:
- CSS парсер који генерише АСТ објектно стабло ѕа сваку линију CSS кода;
- Скуп класа које чине стабло;
- CSS генератор који генерише линију CSS кода за објектно стабло;
- Генератор мапа кода за бележење промена у CSS-у.

Све ове корисне функционалности су доступне у виду плагинова. Плагинови су мањи програми који манипулишу објектним стаблом. Након трансформације CSS знаковног низа у објектно стабло, плагинови редом аналиѕирају и мењају стабло. Након тога језгро PostCSS-a генерише нови CSS знаковни низ за стабло.

### Коришћење
PostCSS и плагинови су написани у Јаваскрипту и дистрибуирани путем npm-a.
PostCSS нуди АПИ ѕа основне операције са ЈаваСкриптом:
```
// Учитавање језгра и плагинова са npm-а

const
 
postcss
 
=
 
require
(
'postcss'
)

const
 
autoprefixer
 
=
 
require
(
'autoprefixer'
)

const
 
precss
 
=
 
require
(
'precss'
)

// Плагинови који се користе 

const
 
processor
 
=
 
postcss
([
autoprefixer
,
 
precss
])

// CSS код и називи фајлова за унос/уписивање 

processor
.
process
(
'a {}'
,
 
{
 
from
:
 
'./app.css'
,
 
to
:
 
'./app.build.css'
 
})

  
// Коришћење Promise API у случају постојања асинхроних плагинова

  
.
then
(
result
 
=>
 
{

    
// Приказивање пост-процесираног CSS кода

    
console
.
log
(
result
.
css
)

    
// Приказивање поруке упозорења

    
for
 
(
 
let
 
message
 
of
 
result
.
warnings

 
)
 
{

      
console
.
warn
(
message
.
toString
)

    
}

  
})

```

За интеграцију PostCSS-a и система за билдовање (као што су Вебпак, Галп и Грант) развијени су званични алати, као и конзола која се може преуѕети. Browserify или Webpack омогућавају коришћење PostCSS-a у веб прегледачима.